# Isyllos

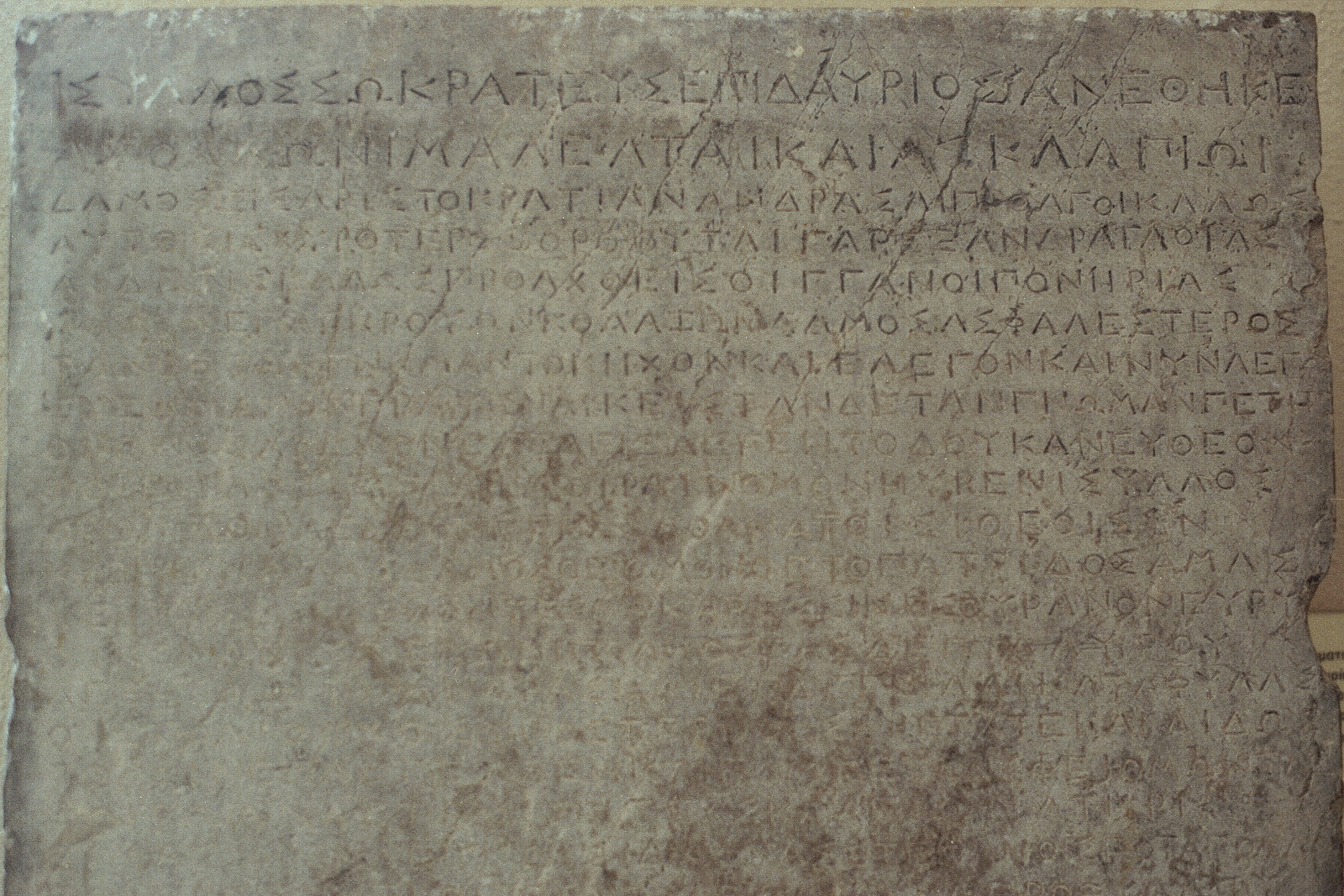
Beginn der Inschrift des Isyllos (IG IV² 1, 128)

Isyllos (griechisch Ἴσυλλος Ísyllos) war ein antiker griechischer Dichter. Er lebte um 300 v. Chr. und war der Schöpfer der Asklepios-Mythologie seiner Heimatstadt Epidauros.
Von Isyllos ist auf einer einzigen Inschrift eine Reihe von Gedichten erhalten. Ihr literarischer Wert ist bescheiden. Wichtig ist vor allem jenes Gedicht, in dem er Asklepios eine neue Abstammung gibt. In der älteren Fassung hat Apollon mit Koronis, Tochter des Königs Phlegyas von Trikka (Thessalien), Asklepios gezeugt. Noch während der Schwangerschaft hat Koronis Apollon betrogen, der sie tötet und das Kind Asklepios rettet. Bei Isyllos gibt Zeus die Muse Erato an Malos, dessen Tochter Kleophema mit Phlegyas, hier ein König von Epidauros, die Tochter Aigle (genannt Koronis) zeugt. In diese verliebt sich Apollon und zeugt mit ihr Asklepios.
Die neue Mythologie soll den (auch sonst im Gedicht des Isyllos postulierten) Vorrang des Asklepios-Kultes von Epidauros gegenüber dem von Trikka untermauern.